# Kakuyū
Kakuyū (japanisch 覚猷, auch Toba Sōjō (鳥羽僧正) genannt; geb. 1053, gest. 27. Oktober 1140) war in der späteren Heian-Zeit ein Mönch, der neben seiner geistlichen Tätigkeit auch wegen seiner satirischen Zeichnungen bekannt ist.

## Leben und Werk
Kakuyū war der neunte Sohn des Großkanzlers (Dainagon) Minamoto no Takakuni (源 隆国; 1004–1077). Er trat schon als Knabe in den Tempel Mii-dera am Biwa-See ein und studierte unter Kakuen, um Priester zu werden. Über einen Zeitraum von 13 Jahren diente er als Oberhaupt (Bettō) des Shitennō-ji in Osaka, wo er große Anstrengungen unternahm, den alten Glanz des Tempels wiederherzustellen. Später ging er dann zum Mii-dera zurück.
Kakuyū brachte eine große Sammlung von Malereien und Kunstgegenständen zusammen, die in Verbindung mit dem esoterischen Buddhismus standen. Er selbst war auch ein guter Künstler, wie Kopien seiner Arbeit in den ikonografischen Büchern Besson zakki (別尊雑記) und Kaku zenshō (覚禅鈔) zeigen. Das Hōrin-in, ein Untertempel des Mii-dera, in dem Kakuyū lebte, wurde mit der Zeit berühmt für seine Sammlung von Gemälden und Wahrzeichen des esoterischen Buddhismus.
Kakuyū erfreute sich der Gunst des Kaisers Toba. In seinen späteren Jahren diente er ihm als „Schutzpriester“ (護持僧, Gojisō). Er leitete auch das Shōkongō-in (証金剛院), einen Tempel, den Kaiser Toba gegründet hatte, und stieg auf zum Erzbischof (大僧正, Daisōjo), dem höchsten klerikalen Rang. Er wurde dazu Oberaufseher (調理, Chōri) des Mii-dera und oberster Amtsträger (座主, Zasu) der Tendai-Richtung des Buddhismus. – Diese sehr enge Verbindung zu Kaiser Toba führte dazu, dass man ihn gewöhnlich „Bischof Toba“ – Toba Sōjō – nannte.
Schriftliche Quellen wie das Chōshūki (長秋記) aus den Jahren 1105 bis 1134 und das Kokon chomonjū (古今著聞集) aus dem Jahr 1254 belegen, dass Kakuyū ein Maler satirischer Bilder war, so dass es nahe lag, ihn für den Verfertiger der „Bildrollen der Lustigen Tiere“ (鳥獣戯画絵巻, Chōjū giga emaki) Bildrollen zu halten. Auch das Shigisan engi (信貴山縁起) wird nicht mehr Kakuyū zugeordnet. So gibt es leider gar keine Werke, die man ihm unzweifelhaft zuschreiben kann. Während der Edo-Zeit kam der Begriff „Toba-Bilder“ (鳥羽絵, Toba-e) auf für Zeichnungen humoristischer beziehungsweise satirischer Art, ein Begriff, der sich von den ihm zugeschriebenen Werken herleitet.